# Tomaševec Biškupečki
Tomaševec Biškupečki falu Horvátországban, Varasd megyében. Közigazgatásilag Sveti Ilijához tartozik.

## Fekvése
Varasdtól 6 km-re délre, községközpontjától Sveti Ilijától 1 km-re keletre fekszik.

## Története
A településnek 1857-ben 86, 1910-ben 232 lakosa volt. A falu 1920-ig Varasd vármegye Varasdi járásához tartozott, majd a Szerb-Horvát Királyság része lett. 1992-ben Sveti Ilija lett község központja, addig a hozzá tartozó falvakkal együtt közigazgatásilag Varasd városáshoz tartozott. A falunak  2001-ben 108 háza és 390 lakosa volt.

## Külső hivatkozások
- A község hivatalos oldala